# Bjała Słatina
Biała Słatina (bułg. Бяла Слатина) – miasto w Bułgarii; 10 934 mieszkańców (31.12.2012). Stolica gminy Bjała Słatina w obwodzie Wraca.
W mieście rozwinął się przemysł spożywczy, odzieżowy, elektromaszynowy oraz włókienniczy.
Urodziła się tu m.in. Błaga Dimitrowa (1922–2003) – bułgarska pisarka, wiceprezydent Bułgarii 1992–1993, tłumaczka literatury polskiej.